# Famille von Stein-Liebenstein zu Barchfeld
 (octobre 2024).
La famille Stein zu Liebenstein, puis Stein-Liebenstein zu Barchfeld, est une famille de la noblesse allemande. Elle ne doit pas être confondue avec la famille Stein von Altenstein (de).

## Histoire

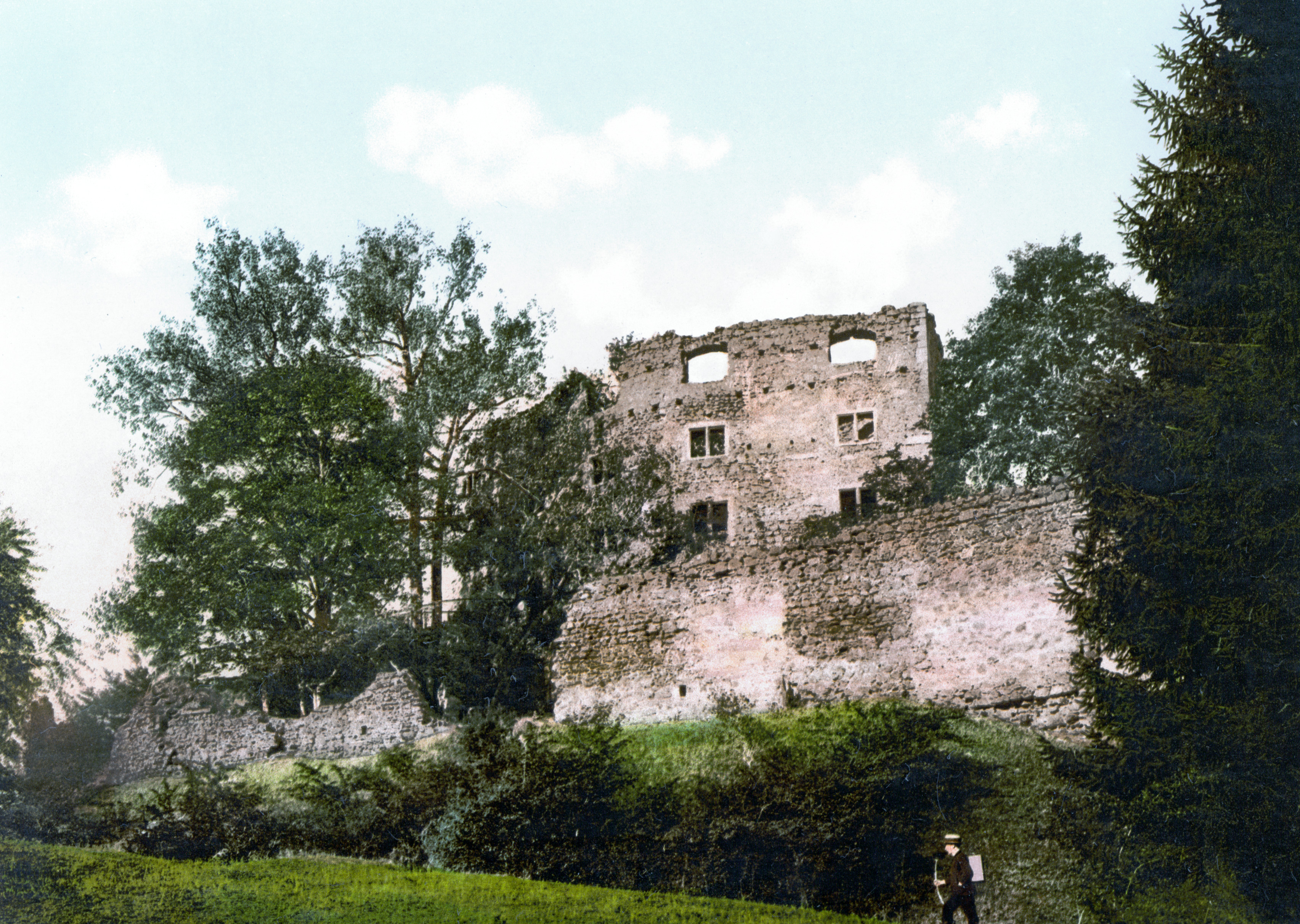
Ruines du château de Liebenstein vers 1900.

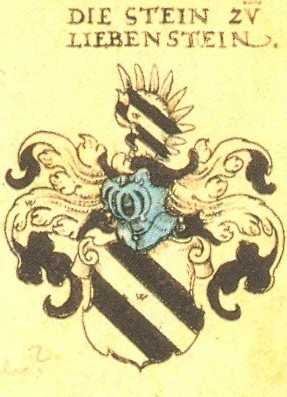
Blason des Stein-Liebenstein.

L'origine de la famille remonte au moins au seigneur Dudo von Stein, qui fait reconstruire le château-fort de Stein, plus tard nommé Altenstein en Thuringe en 1116. La famille possède aussi le fief du château de Liebenstein, ainsi que celui de l'abbaye de Fulda qu'elle protège.
Les châteaux d'Altenstein et de Liebenstein passent en 1330 aux comtes de Henneberg et ensuite à la Maison de Wettin, mais entretemps les Stein acquièrent d'autres fiefs, comme Gerstungen, Creuzburg, Schmalkalden, Benshausen, Brotterode, Barchfeld, etc. Ils installent leur résidence à Barchfeld, où ils construisent un château à la place d'un ancien Wasserburg.
Une grande partie des biens de la famille lui échappe en 1567, après qu'Asmus von Stein-Liebenstein participe aux luttes entre la branche ernestine et la branche albertine de la Maison de Wettin. Une centaine d'années plus tard la branche aînée Stein zu Lieberstein s'éteint.
La branche Stein-Lienbenstein zu Barchfeld descend, depuis 1375, des chevaliers des landgraves de Hesse et des chevaliers des ducs de Saxe-Meiningen. En 1721, le fief de Barchfeld est acquis par le Landgraviat de Hesse-Philippsthal. Les titres de noblesse des Stein-Lienbenstein zu Barchfeld sont confirmés en 1845 par la Maison de Saxe-Meiningen et ensuite par la Maison de Hesse-Cassel.

## Personnalités
- Dudo von Stein (XIIe siècle), seigneur de Stein
- Asmus von Stein (XVIe siècle, son fils Georges hérite de Barchfeld et son autre fils, Hermann, de Liebenstein.
- Hermann von Stein zu Liebenstein (XVIIe siècle), fondateur du village de Sauerbrunnen qui, avec celui de Grumbach, forme aujourd'hui la ville de Bad Liebenstein.
- Baron Ferdinand von Stein-Liebenstein zu Barchfeld (de) (1832-1912), lieutenant-général prussien.
- Baron Alexis von Stein-Liebenstein zu Barchfeld (1864-1928), major-général de l'armée impériale.
- Baron Ferdinand-Wilhelm von Stein-Liebenstein zu Barchfeld (1895-1953), officier de l'aviation allemande.